# Condylostylus calcaratus
Condylostylus calcaratus är en tvåvingeart som först beskrevs av Friedrich Hermann Loew 1861.  Condylostylus calcaratus ingår i släktet Condylostylus och familjen styltflugor. Inga underarter finns listade i Catalogue of Life.